# 棘吻新海魴
棘吻新海魴為輻鰭魚綱海魴目高的鯛科的其中一種，分布於印度洋的馬達加斯加海域，屬深海魚類，棲息深度790-900公尺，體長可達15.2公分，棲息在大陸坡。